# Calvin Bricker
Calvin David Bricker (nacido el 3 de noviembre de 1885 y fallecido el 24 de abril de 1963) fue un atleta canadiense que compitió fundamentalmente en salto de longitud.
Participó en representación de su país en los Juegos Olímpicos de Londres en 1908 donde obtuvo la medalla de bronce. Cuatro años después volvió a competir en los Juegos Olímpicos consiguiendo la plata.
- Datos: Q718829
- Multimedia: Calvin Bricker / Q718829